# Trikarbonyl (benzylidenaceton)železa
Trikarbonyl (benzylidenaceton)železa (zkráceně (bda)Fe(CO)3) je organická sloučenina se vzorcem (C6H5CH=CHC(O)CH3)Fe(CO)3. Používá se jako přenašeč Fe(CO)3.

## Struktura
(bda)Fe(CO)3 je komplex η2-ketonu. V infračerveném spektru má (v cyklohexanovém roztoku) absorpční pásy 2065, 2005 a 1985 cm−1, tři pásy naznačují nízkou symetrii tohoto chirálního komplexu.

## Příprava, reakce a podobné sloučeniny

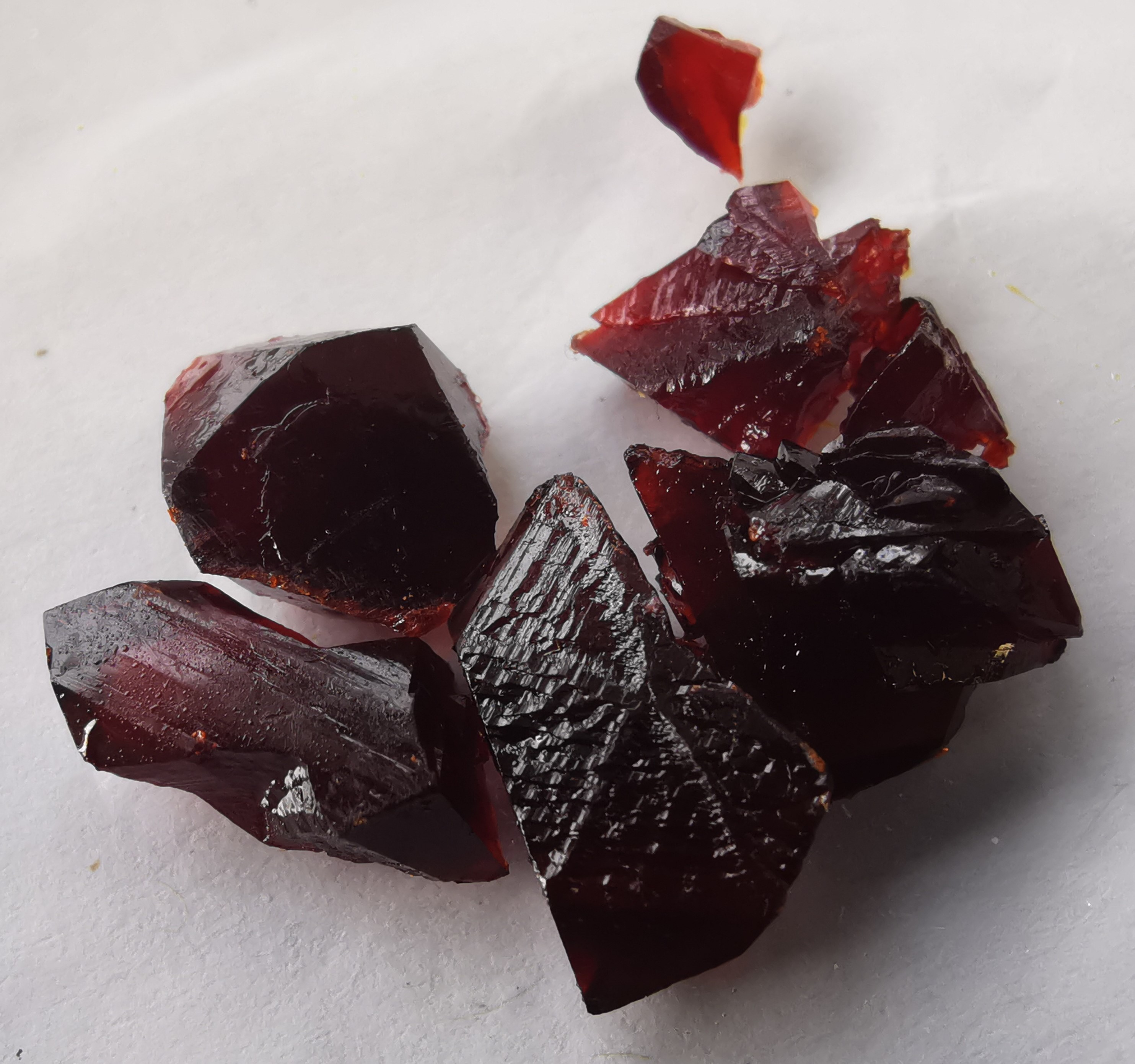
Krystaly trikarbonylu (benzylidenaceton)železa

Trikarbonyl (benzylidenaceton)železa se připravuje reakcí nonakarbonylu diželeza (Fe2(CO)9) s benzylidenacetonem.
(bda)Fe(CO)3 reaguje s Lewisovými zásadami za vzniku aduktů, aniž by došlo k oddělení benzylidenacetonu (bda).
Jako zdroj Fe(CO)3 se také používá Fe2(CO)9 nebo Fe(CO)3(cyklookten)2, který je vysoce reaktivní, ovšem nestálý za vyšších teplot. Iminové deriváty cinnamaldehydu, například C6H5CH=CHC(H)=NC6H5, také vytvářejí s Fe(CO)3 reaktivní adukty, jež mohou být v některých oblastech vhodnější než (bda)Fe(CO)3.